# Bản thảo Bakhshali

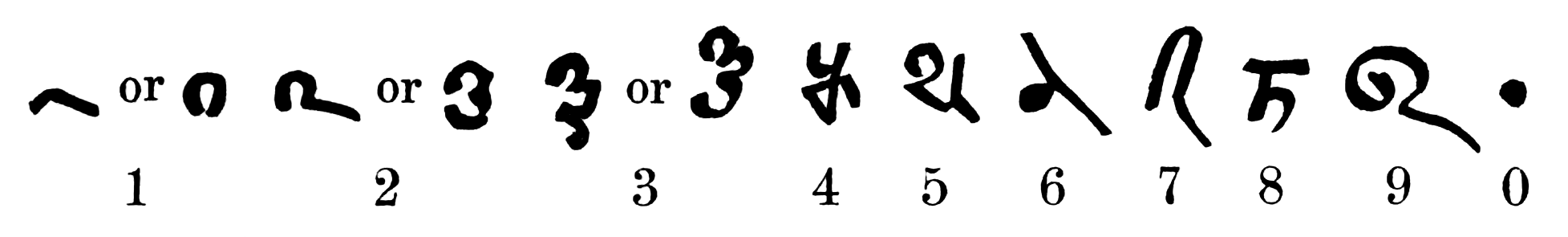
Các con số được sử dụng trong bản viết tay Bakhshali

Bản viết tay Bakhshali là một bản viết tay toán học viết trên vỏ bạch dương được tìm thấy gần làng Bakhshali (gần Mardan ở Pakistan ngày nay) vào năm 1881. Điều đáng lưu ý là "bản thảo cũ nhất còn tồn tại trong toán học Ấn Độ". Các phần của nó đã có niên đại từ năm 224-383.
Đây là bằng chứng lâu đời nhất về việc Ấn Độ sử dụng một biểu tượng số không.

## Phát hiện
Bản viết tay được phát hiện vào năm 1881, bởi một nông dân ở làng Bakhshali, gần Mardan, nay ở Khyber Pakhtunkhwa, Pakistan. Nghiên cứu đầu tiên về bản thảo được thực hiện bởi A. F. R. Hoernlé. Sau cái chết của Hoernlé, nó đã được kiểm tra bởi G. R. Kaye, người biên tập tác phẩm và xuất bản nó như là một cuốn sách vào năm 1927.
Bản thảo còn sót lại chưa đầy đủ, bao gồm bảy mươi lá cây vỏ cây bạch dương, mà trật tự dự định của nó không được biết đến. Nó ở trong Thư viện Bodleian tại Đại học Oxford  (MS.Sansk, d. 14), và được cho là quá mong manh để được các học giả kiểm tra.

## Nội dung
Bản viết tay là bản tóm tắt các quy tắc và ví dụ minh họa. Mỗi ví dụ được nêu là một vấn đề, giải pháp được mô tả, và nó được xác minh rằng vấn đề đã được giải quyết. Các vấn đề mẫu là trong câu và bình luận là trong văn xuôi đi kèm với tính toán. Các vấn đề liên quan đến số học, đại số và hình học, bao gồm cả sự cân bằng. Các chủ đề bao gồm các phân số, hình vuông, số học và các tiến trình hình học, các giải pháp của phương trình đơn giản, phương trình tuyến tính đồng thời, phương trình bậc hai và các phương trình không xác định ở mức độ thứ hai.
Bản thảo được viết bằng một hình thức kịch bản Śāradā sớm hơn, chủ yếu sử dụng từ thế kỷ 8 đến 12, ở phía tây bắc của Ấn Độ, như Kashmir và các vùng lân cận. Ngôn ngữ là tiếng Gatha (là sự kết hợp của các ngôn ngữ tiếng Phạn và Prakrit cổ xưa của Ấn Độ).
Một lời ghi cuối sách cho một trong các phần nói rằng nó đã được viết bởi một người theo đạo Bà-la-môn được xác định là "con trai của Chajaka", một "vua của máy tính", cho việc sử dụng của Vasiṣṭha của con trai Hasika. Bà la môn có thể đã là tác giả của bình luận cũng như là người viết bản thảo của bản thảo. Gần colophon xuất hiện một từ rtikāvati bị phá vỡ, đã được giải thích như là nơi Mārtikāvata được Varāhamihira đề cập đến như là ở tây bắc Ấn Độ (cùng với Takṣaśilā, Gandhāra vv), nơi được cho là nơi mà bản thảo có thể đã được viết ra.

## Toán học
Bản thảo là một tập hợp các quy tắc toán học và các ví dụ (trong câu thơ), và những lời bình luận về những câu trên. Thông thường, một quy tắc được đưa ra, với một hoặc nhiều ví dụ, trong đó mỗi ví dụ được theo sau bởi một "tuyên bố" (nyāsa / sthāpanā) về thông tin số của ví dụ ở dạng bảng, sau đó một phép tính tính ra ví dụ bằng cách làm theo bước quy tắc theo từng bước trong khi trích dẫn, và cuối cùng là một xác minh để xác nhận rằng giải pháp đáp ứng được vấn đề. Đây là một phong cách tương tự như lời bình luận của Bhāskara I về chương gaṇita (toán học) của Āryabhaṭīya, bao gồm sự nhấn mạnh vào việc kiểm chứng đã lỗi thời trong các tác phẩm sau này.
Các quy tắc là các thuật toán và kỹ thuật cho một loạt các vấn đề như hệ thống các phương trình tuyến tính, phương trình bậc hai, các phép toán số học và các mô hình toán học, tính toán các rễ vuông, xử lý các số âm (lợi nhuận và tổn thất), đo lường như độ tinh xảo của vàng, vv 

## Niên đại
Năm 2017, ba mẫu từ bản thảo đã được hiển thị bằng các nhật kí bằng điện tử từ ba thế kỷ khác nhau: từ 224-383 AD, 680-779 và 885-993. Không biết những mảnh vỡ từ các thế kỷ khác nhau đã được đóng gói với nhau như thế nào.
Trước khi phát hiện này, hầu hết các học giả đồng ý rằng bản thảo vật chất là một bản sao của một văn bản cổ xưa hơn, mà ngày của nó đã được ước tính dựa trên nội dung. Hoernle nghĩ rằng bản thảo là từ thế kỷ thứ 9, nhưng nguyên bản là từ thế kỷ thứ 3 hoặc thứ 4. Một học giả Ấn Độ đã chỉ định nó một ngày sớm hơn. Datta đã chỉ định nó vào "những kỷ nguyên đầu của thời đại Cơ đốc giáo". [6] Channabasappa đặt nó vào AD 200-400, với lý do nó sử dụng thuật ngữ toán học khác với thuật ngữ của Aryabhata. Hayashi nói rằng nó đã được từ cuối thế kỷ thứ 7.

## Các con số và số không
Bản thảo Bakshali sử dụng các con số với một hệ thống giá trị vị trí, sử dụng dấu chấm như là một cái giữ chỗ cho số không. Biểu tượng dấu chấm được gọi là shunya-bindu (nghĩa đen là dấu chấm của chỗ trống). Tham khảo khái niệm này được tìm thấy trong cuốn Vasavadatta của Subandhu, được học giả Maan Singh đánh giá là có niên đại giữa 385 và 465.
Trước khi có niên đại bằng đồng vị carbon năm 2017, một khắc ghi số 9 vào thế kỷ của một ngôi đền trên nền pháo đài Gwalior ở Gwalior, Madhya Pradesh, được cho là sử dụng một biểu tượng bằng không ở Ấn Độ lâu đời nhất.